# 横山英
横山 英（よこやま ひで、1905年 - 1994年）は、日本の文学者（国文学）。静岡女子大学名誉教授、静岡県立大学名誉教授。
静岡女子短期大学助教授、静岡女子大学文学部教授などを歴任した。

## 概要
静岡県小笠郡（のち菊川市）生まれ。1930年京都帝国大学卒業。戦後、静岡女子短期大学助教授、静岡女子大学文学部教授、1976年定年退任、名誉教授。静岡市にて死去した。

## 研究
良寛の歌の分類をおこなった。良寛はその人柄やエピソードから多くの民衆に慕われ、その結果、半ば伝説化した部分もあるため、良寛の作と伝えられる歌の中には真偽が不明確なものも多い。良寛の作といわれてきた短歌、長歌、旋頭歌をまず収集し、それらを良寛の作品や、良寛の作として断言できない作品、良寛以外の人物の作と断言できる作品に分類して採録した。さらに、雑体、俗謡体まで採録し、『校本良寛歌集』として刊行された。これにより、良寛の作品だけでなく、伝承上、良寛の歌とされていた歌までも網羅されるとともに、その真偽についても一覧できる資料となっている。

## 著作

### 単著
- 『万葉私考』さるびあ出版、1966年
- 『良寛私考』短歌新聞社選書、1981年

### 編纂
- 『未刊良寛歌集五種』村田書店、1980年
- 『校本良寛歌集』西野武朗,河合雅子,反町タカ子,会田捷夫編 考古堂書店、2007年

### 監修
- 『仮名草子伊曽保物語用語索引――底本日本古典文学大系仮名草子集』白帝社、1975年